# 聖愛中高前駅
聖愛中高前駅（せいあいちゅうこうまええき）は、青森県弘前市大字中野にある弘南鉄道大鰐線の駅。駅番号はKW 04。

## 歴史
- 1973年（昭和48年）12月1日：城南駅（じょうなんえき）として開業。
- 2006年（平成18年）4月1日：一部時間帯で無人化。
- 2008年（平成20年）9月1日 ：弘前学院聖愛中学高等学校の請願を受け、聖愛中高前駅に改称。
- 2009年（平成21年）4月1日：終日無人化。

## 駅構造

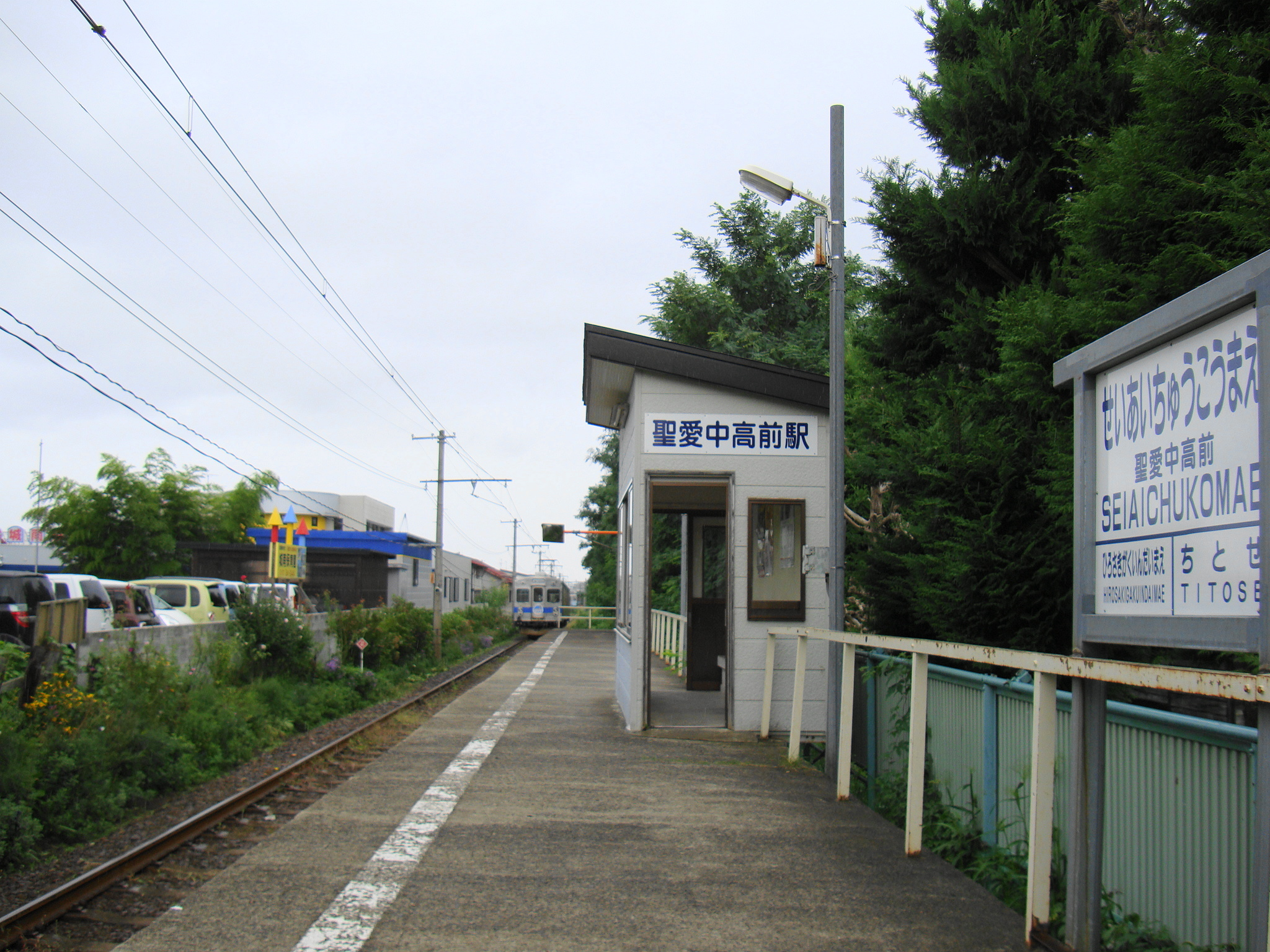
ホーム

単式ホーム1面1線を有する地上駅。ホーム上に乗車券発売所が設置され委託駅員が配置されていたが、2009年4月より無人駅となっている。

## 利用状況
| 1日乗降人員推移 | 1日乗降人員推移 |
| 年度            | 1日平均人数     |
| --------------- | --------------- |
| 2011年          | 216             |
| 2012年          | 233             |
| 2013年          | 231             |
| 2014年          | 194             |
| 2015年          | 176             |
| 2016年          | 178             |
| 2017年          | 194             |

## 駅周辺
- 青森県立弘前実業高等学校
- 弘前学院聖愛中学高等学校
- 城南保育園
- 弘前城南郵便局
- 弘前松原郵便局
- ユニバース松原店
- ベニーマート松原店
- 老人保健施設ケアセンター弘前
- 弘南バス「実業高校前」バス停

## 隣の駅
弘南鉄道
■大鰐線
千年駅（KW 05） - 聖愛中高前駅（KW 04） - 弘前学院大前駅（KW 03）